# Seogwipo
Seogwipo (kor. 서귀포시) – miasto w Korei Południowej, w prowincji Jeju, na wyspie o tej samej nazwie. W 2006 liczyło 172 042 mieszkańców. W mieście znajduje się stadion piłkarski Jeju World Cup Stadium na 42 256 widzów, na którym były rozgrywane trzy mecze Mistrzostw Świata w 2002. Brazylia grała z Chinami, Słowenia z Paragwajem i Niemcy z Paragwajem. Po mistrzostwach część jednej z trybun została ściągnięta i tym samym pojemność stadionu zmniejszona do 35 657.

## Miasta partnerskie
Karatsu